# Necydalis rufiabdominis
Necydalis rufiabdominis là một loài bọ cánh cứng trong họ Cerambycidae.